# Ó Mária szent Szíve
Az Ó Mária szent Szíve kezdetű Mária-ének dallama egy XVII. századi kéziratos „Magyar Cantionale”-ből való. Szövegét Harangi László írta.
Feldolgozás:
| Szerző       | Mire      | Mű               | Cím                  |
| ------------ | --------- | ---------------- | -------------------- |
| Bárdos Lajos | vegyeskar | Musica Sacra I/1 | O Jesule             |
| Bárdos Lajos | vegyeskar | Musica Sacra I/5 | Ó, Mária szent Szíve |

## Kotta és dallam
| Ó, Mária szent szíve, tiszta kert! Benne az ég Ura lakást nyert. Fészek a szív, mely haza hív, Mikor a földi baj ostroma vív. | Ó, Mária szent szíve, gyertyaszál! Templomi áldozat Te voltál. Jézusodat, szent Fiadat, Istennek od'adtad magzatodat!       |
| Ó, Mária szent szíve, könnypatak! Belőle sóhajok fakadnak. Hét sebe sír, hét sebe fáj, Kereszten szenved az égi király.       | Ó, Mária szent szíve, csillagunk! Vezérünk, gyámolunk, bizalmunk. Nézz le reánk földi csatán! Vigy a mennybe a harcok után! |

## Felvételek
- Ó Mária szent Szíve tűz virág. Tudásháló (Hozzáférés: 2016. december 15.) (audió) arch
- Lisznyay Szabó Gábor:  Négy magyar Mária ének. Rózsa Bernadett ének, Balatoni Sándor orgona  YouTube. Pécsi katedrális (2013. december 21.)  (Hozzáférés: 2016. december 15.) (videó) 2:34–3:30.
- O Maria szent szive. RD Wolff orgona  Wolff. USA (2023. január 15.)  (videó)